# Грауэр, Рудольф
Рудольф Грауэр — австрийский исследователь Африки.
Рудольф Грауэр путешествовал по Уганде в 1904—1905 годах, а Танганьику посетил в 1907 году. Во время поездки в Конго, финансируемой Австрийским придворным музеем в 1910—1911 годах, Грауэр был одним из первых европейцев, встретивших пигмеев мбути. Из своих путешествий он привёз многочисленные образцы животных, включая трёх окапи (этот вид был обнаружен только в 1901 году) и гориллу из Центральной Африки. Его африканские коллекции хранятся в Музее естествознания в Вене.
Имя Грауэра носят конголезская белозубка Paracrocidura graueri, подвид гориллы Gorilla beringei grauerii, встречающийся только в Заирской низменности, а также виды птиц Bradypterus graueri, Ceblepyris graueri, Graueria vittata, Pseudocalyptomena graueri, слепозмейка Letheobia graueri и сцинк Leptosiaphos graueri, лягушка Phrynobatrachus graueri, рыба Bathybates graueri.